# Falcileptoneta yamauchii
Falcileptoneta yamauchii là một loài nhện trong họ Leptonetidae.
Loài này thuộc chi Falcileptoneta. Falcileptoneta yamauchii được miêu tả năm 1982 bởi Nishikawa.